# John Johansson (konstnär)
John Johansson, född 1 december 1894 i Adolf Fredriks församling i Stockholm, död 30 september 1939 i Kungsholms församling, var en svensk målare, tecknare och skulptör.
Han studerade vid Konsthögskolan i Stockholm 1922–1928. Bland hans offentliga arbeten märks dekorationer för Stockholms högskola, för Statens historiska museum utförde han ett prisbelönt förslag till en skulptur. Hans bildkonst består av landskapsbilder och djurstudier samt illustrationer, bland annat illustrerade han en utgivning av Frödings dikter. Johansson omkom vid ett fall i ett trapphus när han skulle hjälpa en bekant att flytta. En minnesutställning med Johanssons konst visades på Rålambshofs konstsalong i Stockholm hösten 1944.